# Belén (Boyacá)
Belém (em espanhol Belén) é um município no departamento de Boyacá, na Colômbia.